# ألعاب فيسبيك 1999
ألعاب فيسبيك 1999، والمعروفة رسميًا باسم ألعاب فيسبيك السابعة، هي حدث متعدد الرياضات للأشخاص ذوي الاحتياجات الخاصة في منطقة آسيا والمحيط الهادئ أقيم في بانكوك، تايلاند، في الفترة من 10 إلى 16 يناير 1999، بعد 20 يومًا من الألعاب الآسيوية لعام 1998. وقد كانت هذه الدورة إحدى نسختي ألعاب فيسبيك اللتين أقيمتا في نفس مدينة استضافة الألعاب الآسيوية، والأخرى كانت ألعاب فيسبيك لعام 2002 التي أقيمت في بوسان، كوريا الجنوبية.
وكانت هذه هي المرة الأولى التي تستضيف فيها تايلاند ألعاب فيسبيك. تايلاند هي سادس دولة عضو في منظمة فيسبيك التي تستضيف هذه الألعاب بعد اليابان وأستراليا وهونج كونج وإندونيسيا والصين. حيث تنافس حوالي 2258 رياضيًا من 34 دولة في الألعاب التي تضمنت 464 حدثًا في 15 رياضة. افتتح الألعاب ولي عهد تايلاند ماها فاجيرالونجكورن في ملعب تاماسات.

## التطوير والاعداد

### الأماكن
جامعة تاماسات (مركز رانجسيت)
- الملعب الرئيسي (حفلات الافتتاح والاختتام، وألعاب القوى وكرة القدم 7 ضد 7)
- مركز الألعاب المائية (السباحة)
- صالة الألعاب الرياضية 1 (كرة السلة على الكراسي المتحركة، البوتشيا)
- صالة الألعاب الرياضية 2 (كرة الريشة)
- صالة الألعاب الرياضية 3 (كرة الطائرة بوضعية الجلوس)
- صالة الألعاب الرياضية 4 (المبارزة)
- صالة الألعاب الرياضية 5 (تنس الطاولة)
- صالة الألعاب الرياضية 6 (كرة الهدف)
- صالة الألعاب الرياضية 7 (الجودو)
- الملعب 2 (الرماية)
- الملعب 3 (تنس الكراسي المتحركة)
- صالة الألعاب الرياضية لممارسة كرة السلة (رفع الأثقال)

هوامارك
- ميدان الرماية (الرماية)

## الرموز
شعار ألعاب فيسبيك 1999 هو تصميم جرافيكي لشخص ذو إعاقة يندفع إلى الأمام على كرسي متحرك مسرع تحت الجملون التايلاندي، والذي يرمز إلى التصميم القوي للرياضيين ذوي الاحتياجات الخاصة المشاركين لتحقيق النصر في الألعاب.
تميمة ألعاب فيسبيك لعام 1999 هي قطة سيامية أنثى غير مسماة على كرسي متحرك تحمل شعلة مشتعلة بذيلها، تمثل الألعاب باعتبارها النسخة السابعة من ألعاب فيسبيك.

### الألعاب
حفل الافتتاح
تضمن حفل الافتتاح عرضًا بالبطاقات قام به 8000 طالب من دوري جاتوراميتر ساماكي ‏ لكرة القدم.

### الرياضات
- نبالة
- ألعاب القوى
- رفع الأثقال البارالمبي
- الريشة الطائرة
- البولينج
- بوتشيا
- مبارزة السلاح
- كرة القدم السباعية  [لغات أخرى]‏
- الجودو
- الرماية
- السباحة
- الكرة الطائرة بوضعية الجلوس
- تنس الطاولة
- كرة السلة على الكراسي المتحركة
- تنس الكراسي المتحركة

### جدول الميداليات
*   البلد المضيف ( تايلاند)
| المرتبة | فريق                      | ذهبية | فضية | برونزية | المجموع |
| ------- | ------------------------- | ----- | ---- | ------- | ------- |
| 1       | الصين (CHN)               | 205   | 90   | 45      | 340     |
| 2       | تايلاند (THA)*            | 65    | 73   | 82      | 220     |
| 3       | أستراليا (AUS)            | 34    | 37   | 23      | 94      |
| 4       | كوريا الجنوبية (KOR)      | 31    | 26   | 24      | 81      |
| 5       | هونغ كونغ (HKG)           | 29    | 18   | 18      | 65      |
| 6       | اليابان (JPN)             | 27    | 30   | 26      | 83      |
| 7       | تايبيه الصينية (TPE)      | 16    | 17   | 19      | 52      |
| 8       | كاليدونيا الجديدة (NCL)   | 14    | 8    | 2       | 24      |
| 9       | ماكاو (MAC)               | 8     | 7    | 4       | 19      |
| 10      | ميانمار (MYA)             | 6     | 14   | 18      | 38      |
| 11      | الهند (IND)               | 6     | 7    | 7       | 20      |
| 12      | سريلانكا (SRI)            | 3     | 3    | 4       | 10      |
| 13      | تونغا (TGA)               | 3     | 1    | 1       | 5       |
| 14      | فيتنام (VIE)              | 2     | 2    | 5       | 9       |
| 15      | فيجي (FIJ)                | 2     | 1    | 7       | 10      |
| 16      | Wallis et Futuna (WLF)    | 2     | 1    | 5       | 8       |
| 17      | إندونيسيا (INA)           | 2     | 0    | 1       | 3       |
| 18      | ماليزيا (MAS)             | 1     | 10   | 9       | 20      |
| 19      | سنغافورة (SIN)            | 1     | 4    | 1       | 6       |
| 20      | نيوزيلندا (NZL)           | 1     | 2    | 3       | 6       |
| 21      | الفلبين (PHI)             | 1     | 2    | 1       | 4       |
| 22      | بوتان (BHU)               | 1     | 1    | 2       | 4       |
| 22      | فانواتو (VAN)             | 1     | 1    | 2       | 4       |
| 24      | منغوليا (MGL)             | 1     | 1    | 0       | 2       |
| 25      | كازاخستان (KAZ)           | 1     | 0    | 3       | 4       |
| 26      | ناورو (NRU)               | 1     | 0    | 1       | 2       |
| 27      | كمبوديا (CAM)             | 0     | 3    | 1       | 4       |
| 28      | باكستان (PAK)             | 0     | 2    | 0       | 2       |
| 29      | بابوا غينيا الجديدة (PNG) | 0     | 1    | 0       | 1       |
| المجموع | المجموع                   | 464   | 362  | 314     | 1140    |

## وصلات خارجية
- الموقع الرسمي لألعاب فيسبيك لعام 1999